# Оксфорд (Нова Шотландія)
Оксфорд (англ. Oxford) — містечко в Канаді, у провінції Нова Шотландія, у складі графства Камберленд.

## Населення
За даними перепису 2016 року, містечко нараховувало 1190 осіб, показавши зростання на 3,4%, порівняно з 2011-м роком. Середня густина населення становила 110,6 осіб/км².
З офіційних мов обидвома одночасно володіли 50 жителів, тільки англійською — 1 100. Усього 10 осіб вважали рідною мовою не одну з офіційних.
Працездатне населення становило 58,3% усього населення, рівень безробіття — 10,7% (14% серед чоловіків та 7,1% серед жінок). 86,6% осіб були найманими працівниками, а 11,6% — самозайнятими.
Середній дохід на особу становив $80 250 (медіана $28 896), при цьому для чоловіків — $133 518, а для жінок $31 457 (медіани — $33 408 та $25 237 відповідно).
29,2% мешканців мали закінчену шкільну освіту, не мали закінченої шкільної освіти — 25%, 45,3% мали післяшкільну освіту, з яких 19,5% мали диплом бакалавра, або вищий.
| Статево-вікова структура населення | Статево-вікова структура населення | Статево-вікова структура населення | Статево-вікова структура населення | Статево-вікова структура населення |
| ---------------------------------- | ---------------------------------- | ---------------------------------- | ---------------------------------- | ---------------------------------- |
|                                    |                                    |                                    |                                    |                                    |
| Всього                             | Всього                             | 48,7%51,3%                         |                                    |                                    |
| 0 — 14 років                       | 0 — 14 років                       |                                    | 15,6%                              | 15,6%                              |
| 15 — 64 років                      | 15 — 64 років                      |                                    | 63,7%                              | 63,7%                              |
| 65 і більше                        | 65 і більше                        |                                    | 20,7%                              | 20,7%                              |
| 85 і більше                        | 85 і більше                        |                                    | 2,5%                               | 2,5%                               |
| Середній вік (років)               | Середній вік (років)               | 43,644,3                           | 44,0                               | 44,0                               |
| Медіана (років)                    | Медіана (років)                    | 47,146,4                           | 46,8                               | 46,8                               |
| — чоловіки — жінки                 |                                    |                                    |                                    |                                    |

| Походження мешканців:     | Походження мешканців:     | Походження мешканців: | Походження мешканців: | Походження мешканців: |
| ------------------------- | ------------------------- | --------------------- | --------------------- | --------------------- |
| Походження                |                           |                       | осіб                  | %                     |
| Корінні американці        | Корінні американці        |                       | 10                    | 0.88%                 |
| Інше північноамериканське | Інше північноамериканське |                       | 750                   | 65.79%                |
| Європейське               | Європейське               |                       | 690                   | 60.53%                |
| британське                | британське                |                       | 620                   | 54.39%                |
| французьке                | французьке                |                       | 100                   | 8.77%                 |
| Африканське               | Африканське               |                       | 10                    | 0.88%                 |
| Азійське                  | Азійське                  |                       | 20                    | 1.75%                 |

| Зайнятість населення за галузями (за класифікацією NOC): | Зайнятість населення за галузями (за класифікацією NOC): | Зайнятість населення за галузями (за класифікацією NOC): | Зайнятість населення за галузями (за класифікацією NOC): | Зайнятість населення за галузями (за класифікацією NOC): |
| -------------------------------------------------------- | -------------------------------------------------------- | -------------------------------------------------------- | -------------------------------------------------------- | -------------------------------------------------------- |
|                                                          |                                                          |                                                          |                                                          |                                                          |
| Управління                                               | Управління                                               |                                                          | 6,4%                                                     | 6,4%                                                     |
| Бізнес, фінанси та адміністрування                       | Бізнес, фінанси та адміністрування                       |                                                          | 14,5%                                                    | 14,5%                                                    |
| Природничі та прикладні науки                            | Природничі та прикладні науки                            |                                                          | 3,6%                                                     | 3,6%                                                     |
| Охорона здоров'я                                         | Охорона здоров'я                                         |                                                          | 11,8%                                                    | 11,8%                                                    |
| Освіта, правозахист, муніципальні та урядові служби      | Освіта, правозахист, муніципальні та урядові служби      |                                                          | 13,6%                                                    | 13,6%                                                    |
| Мистецтво, культура, відпочинок та спорт                 | Мистецтво, культура, відпочинок та спорт                 |                                                          | 1,8%                                                     | 1,8%                                                     |
| Роздрібна торгівля та послуги                            | Роздрібна торгівля та послуги                            |                                                          | 20%                                                      | 20%                                                      |
| Гуртова торгівля, транспорт та обладнання                | Гуртова торгівля, транспорт та обладнання                |                                                          | 20%                                                      | 20%                                                      |
| Виробництво                                              | Виробництво                                              |                                                          | 7,3%                                                     | 7,3%                                                     |

## Клімат
Середня річна температура становить 6°C, середня максимальна – 23°C, а середня мінімальна – -13,3°C. Середня річна кількість опадів – 1 228 мм.
| Клімат поселення                              | Клімат поселення | Клімат поселення | Клімат поселення | Клімат поселення | Клімат поселення | Клімат поселення | Клімат поселення | Клімат поселення | Клімат поселення | Клімат поселення | Клімат поселення | Клімат поселення | Клімат поселення |
| Показник                                      | Січ.             | Лют.             | Бер.             | Квіт.            | Трав.            | Черв.            | Лип.             | Серп.            | Вер.             | Жовт.            | Лист.            | Груд.            |                  |
| Середній максимум, °C                         | −1,63            | −1               | 3,71             | 9,53             | 15,94            | 20,91            | 22,95            | 22,41            | 17,94            | 12,24            | 6,85             | 0,37             |                  |
| Середня температура, °C                       | −7,44            | −6,84            | −2,12            | 3,71             | 10,12            | 15,10            | 19,02            | 18,46            | 14,00            | 8,32             | 2,94             | −3,56            |                  |
| Середній мінімум, °C                          | −13,26           | −12,62           | −7,93            | −2,11            | 4,30             | 9,29             | 15,09            | 14,55            | 10,07            | 4,39             | −0,99            | −7,5             |                  |
| Норма опадів, мм                              | 115              | 92               | 109              | 99               | 103              | 89               | 82               | 85               | 104              | 110              | 122              | 118              |                  |
| Середньомісячна швидкість вітру, м/с          | 4.92             | 4.80             | 4.85             | 4.67             | 4.26             | 3.84             | 3.56             | 3.47             | 3.83             | 4.35             | 4.73             | 5.06             |                  |
| Середньомісячна сонячна радіація, кДж/м²·день | 5069             | 8405             | 12132            | 15075            | 18091            | 20312            | 20046            | 17693            | 13400            | 8510             | 4879             | 3765             |                  |
| --------------------------------------------- | ---------------- | ---------------- | ---------------- | ---------------- | ---------------- | ---------------- | ---------------- | ---------------- | ---------------- | ---------------- | ---------------- | ---------------- | ---------------- |
| Джерело:                                      |                  |                  |                  |                  |                  |                  |                  |                  |                  |                  |                  |                  |                  |